# Mill Creek (Little Corney Bayou)
Der Mill Creek (englisch für „Mühlbach“) ist ein kleiner Bach im Grenzgebiet der US-Bundesstaaten Arkansas und Louisiana.
Er entspringt im südlichen Union County etwa neun Kilometer östlich von Junction City (Arkansas). Bis zur Grenze zu Louisiana vereinigt er sich mit einigen weiteren kleinen Bächen. Durch das Union Parish fließt er in südwestlicher Richtung und nimmt den Davis Creek auf. Der Mill Creek selbst mündet ungefähr fünf Kilometer südöstlich von Junction City (Louisiana) in den Little Corney Bayou.
Die Länge des Mill Creek beträgt weniger als 10 km.